# Мередов, Курбанмамед
Курбанмамед Мередов (20 января 1973) — советский и туркменский футболист. Брат Аманмурада Мередова.

## Биография
В 1990—1991 годах играл во второй лиге за Небитчи, где зарекомендовал себя бомбардиром.
Сезон 1992 начал уже в «Копетдаге». Однако в ведущем клубе Туркменистана надолго не задержался, вернувшись через пару лет в «Небитчи». В сезоне 1997/98 играл за «Нису».
В 2004 году вместе с «Небитчи» сделал дубль — обладатель кубка и чемпион страны.
В начале 90-х играл за сборную Туркменистана, забил 2 мяча.
По окончании карьеры — на тренерской работе. В 2006—2008 годах — тренер Шагадама.

## Статистика
| Сезон     | Клуб     | Лига        | Чемпионат | Чемпионат |
| Сезон     | Клуб     | Лига        | Игры      | Голы      |
| --------- | -------- | ----------- | --------- | --------- |
| 1990      | Небитчи  | Вторая лига | 25        | 4         |
| 1991      | Небитчи  | Вторая лига | 50        | 21        |
| 1992      | Копетдаг | Высшая лига | ?         | ?         |
| 1993      | Копетдаг | Высшая лига | ?         | ?         |
| 1994      | Копетдаг | Высшая лига | ?         | ?         |
| 1995      | Копетдаг | Высшая лига | ?         | ?         |
| 1996      | Небитчи  | Высшая лига | ?         | ?         |
| 1997-1998 | Ниса     | Высшая лига | ?         | ?         |
| 1998-1999 | Небитчи  | Высшая лига | ?         | ?         |
| 2000      | Небитчи  | Высшая лига | ?         | ?         |
| 2001      | Небитчи  | Высшая лига | ?         | ?         |
| 2002      | Копетдаг | Высшая лига | ?         | 2         |
| 2003      | Небитчи  | Высшая лига | ?         | ?         |
| 2004      | Небитчи  | Высшая лига | ?         | ?         |
| 2005      | Небитчи  | Высшая лига | ?         | ?         |

## Достижения
Игрока
- Чемпион Туркменистана: 2004.
- Многократный призёр чемпионата Туркменистана: 1992, 1993, 2000, 2003 (серебряный), 1995, 2001 (бронзовый).
- Обладатель Кубка Туркменистана 2004
- Обладатель Суперкубка Туркменистана: 2004

Тренера
- Обладатель Кубка Туркменистана: 2007[1].